# 雅各布·保罗·冯·贡德林

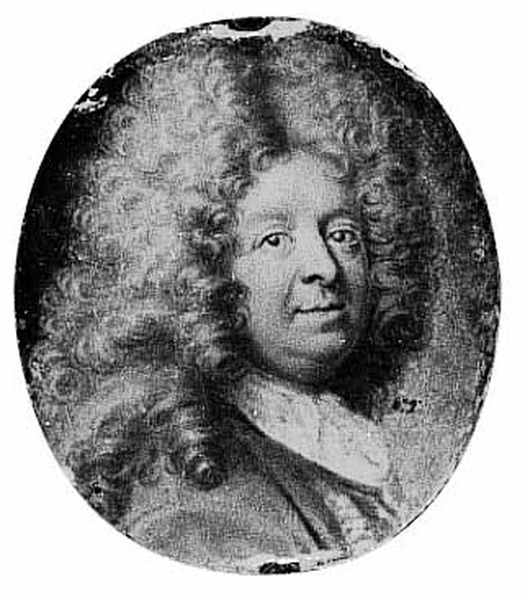
雅各布·保罗·冯·贡德林

雅各布·保罗·冯·贡德林男爵（德语：Jacob Paul Freiherr von Gundling, 1673- 1731）是一位德国史学家。他在腓特烈·威廉一世在位时于普鲁士科学院担任普鲁士王家史官，其后成为烟草会议的笑料。

## 早年经历
贡德林来自弗兰肯家族。其父沃尔夫冈·贡德林于1689年逝世之前在纽伦堡帝国自由市附近的基兴西滕巴赫任牧师。出生之前不久，贡德林的家庭便为了摆脱帝国士兵的掠夺来到黑尔斯布鲁克。贡德林于1690~1693年在瑙姆堡就读，其后于阿尔特多夫，黑尔姆施泰特，耶拿与哈勒的大学研修法律与历史。1699年，他与纽伦堡贵族Jacobus von Tetzell一起到荷兰与英格兰旅行。1705年，普王腓特烈一世钦点他为柏林骑士学院的历史与法学教授；1706年，他在首席传令处担任史官，负责核实贵族的身份地位并发放相关证明。
贡德林的职位起初羡煞旁人。同许多外国知识分子一样，他被腓特烈一世的启蒙思想和对知识分子的倾情赞助所吸引，从而来到波茨坦。他如影随形地陪伴国王，同他交流渊博的话题，并与国王同桌进餐。作为王家报纸的读者，贡德林在宾客进餐时经常站在餐厅内的讲台上阐述报纸上的新闻话题。

## 烟草会议

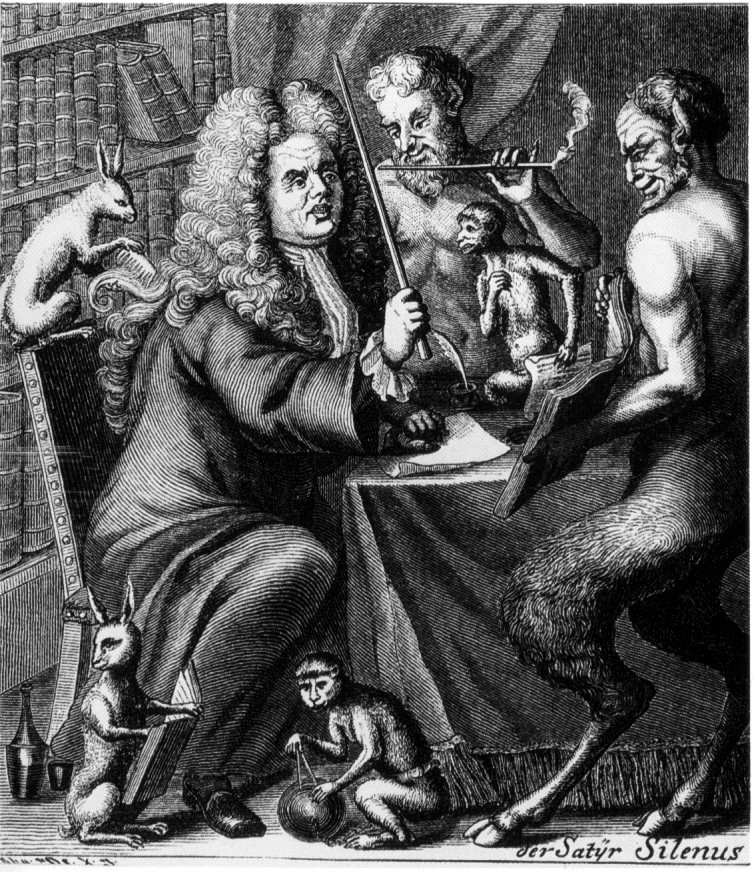
讽刺贡德林的绘画，1729年绘制

腓特烈一世于1713年驾崩后，其子“士兵王”腓特烈·威廉一世一改其父在位时的所有宫廷艺术风格，废除了大量其父建立的机构，柏林骑士学院也未能幸免。不过，贡德林仍被国王任命为顾问与史官。然而，他随后却在普鲁士宫廷中成为小丑，他逐渐沦落为嘈杂暴力的“烟草会议”刻毒嘲讽与恶作剧的靶子。“烟草会议”在腓特烈一世晚年时尚为一个轻松欢乐的非正式社交场合，且准许女性参与。然而，腓特烈一世逝后，尽管其子腓特烈威廉一世保留该机构，却根本地改变了其性质：它转变为一个全男性化的社交圈，成员大多来自军队。成员们聚集在简约的房间内吸烟，酗酒，无所不谈。在烟草会议上，宫廷学者常就一些话题提供真知灼见，并由此引出参会者对问题更宽泛的讨论。通常情况下，参会者的争论由于过量饮酒在最后均以恶性斗殴结束，而参会者乐此不疲；贡德林在其中更受到了“特别照顾”。
1714年2月，贡德林在被迫大量饮酒后被命令就鬼魂是否存在发表演讲，他在结束演说后被两名掷弹兵抬进自己的房间内。当在房间内睡眼惺忪地望见一个披着床单的人形四处游荡时，他厉声尖叫起来。另一次，他在喝醉时不慎使管家钥匙陷进了大衣；为了承担“丢失”钥匙的罪状，贡德林被迫在脖子上套着三英尺长的木制钥匙。在一次赴晚宴的途中，他乘坐的轿子底部塌陷，让他不得不跟着抬轿者的步伐跑动；而那些抬轿者却刻意对他在轿子里的求救声不闻不问。曾有一只装束得像贡德林的猴子被“引见”给他当作儿子，而贡德林则被迫拥抱和亲吻它。某个深冬夜晚，他在回家途中经过城堡吊桥时被四名高大魁梧的掷弹兵抓住，并反复丢进冻住的护城河中，直至他砸穿了冰块；而掷弹兵则站在桥上取笑他在河水中痛苦挣扎的丑态。国王曾在其卧室里放置两只小熊吓唬他；他时常在家门前发现门廊被砖块堵住；当他工作时，偶尔出现的爆竹响声破坏了书房的清净。1716年，贡德林试图逃跑，当他逃至时于哈勒担任学者与教授的兄长尼古拉斯·热罗姆·贡德林（Nicolaus Hieronymus Gundling，1671-1729）那里时，却被带回柏林，并因未经许可离开宫廷被定罪为擅离职守。
三年后，贡德林经历了一次最痛苦的恶作剧。一位名为大卫·法斯曼（David Fassmann）的作家是其在宫廷里的对头，他于贡德林去世后接管了许多原属于他的职务。法斯曼撰写了一篇挖苦讽刺贡德林的文章，称其为“博学的愚者”，并随后被国王命令在贡德林在场的情况下当着烟草会议众人的面朗读。贡德林被当场激怒，抓起一个盛满木炭的银盘掷向法斯曼的脸颊，烧焦了法斯曼的眉毛与睫毛。法斯曼重重地以其人之道还治其人之身，这开启了二人随后时常于烟草会议上斗殴的先河。最终，国王要求二人决斗。在决斗场上，贡德林扔下他的手枪并拒绝开火，但法斯曼却拿着仅装填了火药的手枪射向贡德林。法斯曼点燃了贡德林的假发，逗得国王一众人大笑。

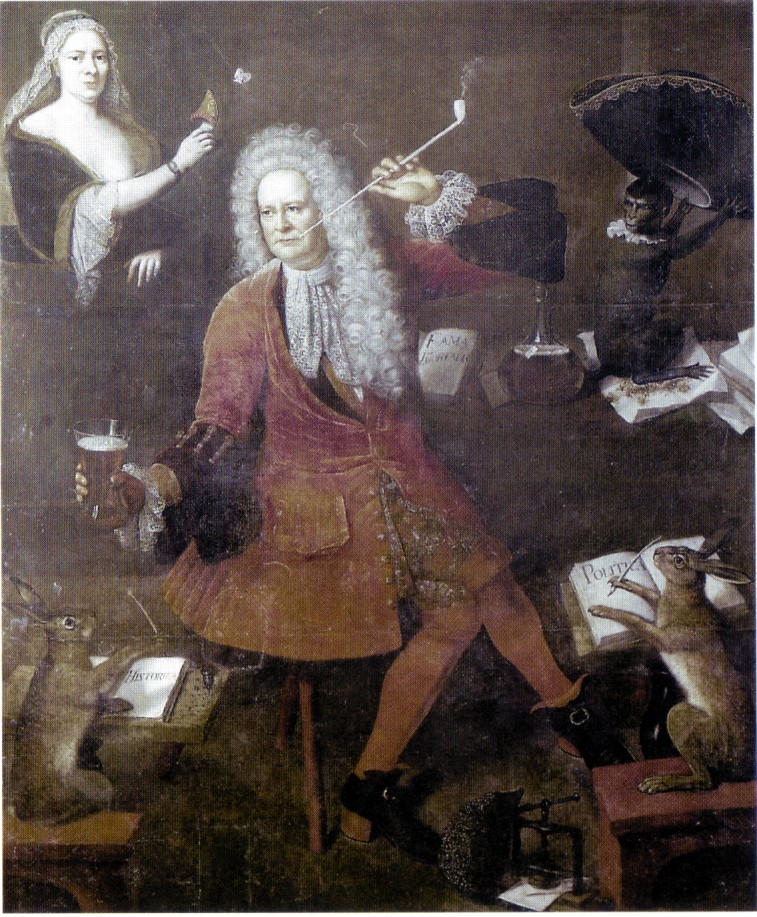
贡德林与Larray的讽刺画

贡德林显然无法承受此种折磨。由于持续不断地被恶作剧捉弄，他染上胃溃疡，但他却试图加量饮酒以减轻痛苦。他第二次逃出柏林宫廷来到布雷斯劳，却在被要求改宗天主教的前提下承诺授予职位；出于普王的压力，贡德林再一次回到柏林。1720年1月3日，他与一位胡格诺贵族之女Anne de Larray结姻，后者经由荷兰共和国从法国逃往柏林。宫廷一致准确地认为这是贡德林尝试逃脱宫廷约束的行为，亦或是其在宫廷之外尝试成家的动作，于是尽其所能地阻止二人成婚。社会流传开关于二人的讽刺画与相关文字记录；贡德林结婚之夜前，酒席上的食物也被偷偷下了强效泻药。贡德林在得知后成功地通过装病避免了惨剧的发生，并在预定时间之前秘密地举行了婚礼。

## 晚年生活
尽管贡德林持续受到恶作剧的折磨，他仍在普鲁士的正式场合中享有崇高地位。国王委托他在一些重要政府办事处中任职，并于1724年9月25日指派他为普鲁士科学院院长并封男爵，享有丰厚俸禄，宝马，马车与仆从，并在大多数方面拥有特权。贡德林在1731年于波茨坦逝于胃溃疡，而国王即使在他死后也丝毫不落侮辱他的机会。
生前，在王室的旨意下，他被迫在卧室里存放着一口由上过漆的酒桶制成的棺材，上书：
这里盛着他的皮囊，

半猪半人，多么奇特，

年轻时聪明机灵，年老时不过昏昏；

清晨时智趣满满，夜晚时杯酒盏盏。

索性让酒神巴克斯高歌吧：

我的孩子贡德林。

……

那么，我的读者，

你能预言么，

他究竟是人还是猪？
在他逝世后，国王让他的躯体架在桶上于波茨坦公开游街展出，为了满足自己的恶趣味，他让贡德林套上古怪的服装。国王为贡德林的葬礼专门谱写了诙谐的歌曲，但他过于荒谬的行径也致使当地神职人员断然拒绝与丧葬仪式相关的工作。最终，葬礼上的布道交由贡德林的老对头法斯曼负责。

## 引用资料
1. 1 2 3  .
2. 1 2 3 4 5  .
3. 1 2  .